# David "Tweener" Apolskis
David "Tweener" Apolskis er en fiktiv person i den amerikanske tv-serie Prison Break.
Rollen som David "Tweener" Apolskis spilles af den amerikanske skuespiller Lane Garrison.

## Forløb
Tweener er en lommetyv, der stjæler en bunke baseballkort og forsøger at sælge dem. Men i bunken er der et kort, der er særligt mange penge værd, og han bliver derfor dømt for groft tyveri og ikendt to års fængsel i Fox River State Penitentiary. Efter et par uger i Fox River bliver han involveret i Michael Scofields flugtplan, men han tvinges til at blive informant af fængselsbetjent Bellick, og flugten bliver næsten forpurret. Michael tvinger derpå Tweener til at klare sig selv efter flugten.
Han genforenes dog senere med hovedgruppen af flygtninge, inden han fanges af FBI-agent Alexander Mahone, som i hemmelighed arbejder for "The Company" som har givet ham til opgave at fange og dræber de otte Fox River-flygtninge, kendt som "Fox River 8". Tweener leder Mahone på vildspor, og da denne opdager det, skyder han ham ned med koldt blod på en sidevej.

## Facts
- Fangeummer: 77528
- Placering i fængsel: Generelle indsatte, A-fløj, celle 13
- Forbrydelse: Groft tyveri
- Dom tilbage inden flugten: To år

## Medvirker i afsnit

### 1. sæson
- "Tweener"
- "And Then There Were 7"
- "Odd Man Out"
- "The Rat"
- "J-Cat"
- "The Key"
- "Tonight"
- "Go"
- "Flight"

### 2. sæson
- "Otis"
- "First Down"
- "Map 1213"
- "Subdivision"
- "Buried"